# 八字哨镇
八字哨镇，是中华人民共和国湖南省益阳市赫山区下辖的一个乡镇级行政单位。

## 行政区划
八字哨镇下辖以下地区：
九亩土社区、竹湖村、关王坪村、岭湖村、石桥庙村、高梁坪村、复兴垸村、大湖村、民主村、金家堤村、观音阁村和白濒湖村。